# Poricicea, Iavoriv
Poricicea (în ucraineană Поріччя) este localitatea de reședință a comunei Poricicea din raionul Iavoriv, regiunea Liov, Ucraina.

## Demografie
Componența lingvistică a localității Poricicea
     Ucraineană (99,09%)
     Alte limbi (0,91%)
Conform recensământului din 2001, majoritatea populației localității Poricicea era vorbitoare de ucraineană (99,09%), existând în minoritate și vorbitori de alte limbi.